# Негованка
Негованка е река в Северна България, област Габрово – община Севлиево и Област Велико Търново – общини Велико Търново и Павликени, десен приток на река Росица. Дължината ѝ е 46,3 km.
Негованка води началото си от извор, каптиран в чешма, който се намира на 1,8 km югоизточно от село Идилево, община Севлиево. Друго близко село е Буря (Малкочево), на изток от извора. Между Буря и Ново село, и местността Кална Курия има 9 рибарника и язовира, които задържат водата на реката. Важно значение за нея има карстовият извор на северозапад от Ново село. Тече на север в дълбока долина, като преди и след село Емен образува живописен антецедентен пролом, т.нар. Еменски пролом. Той се състои от две части, наречени Горен и Долен Боаз, разделени от малко долинно разширение. След пролома течението ѝ става със североизточно направление, долината ѝ се разширява и при село Ресен се влива отдясно в река Росица на 67 m н.в. Каньонът е образуван в аптски ургонски вародици, т.е. тяхна възраст е от кредния период. Бележитият наш археолог Рафаил Попов намира сред следите от неолитно селище останки от бита на жителите му отпреди 6000 г.
Водосборният басейн на реката е 172,7 km2, което представлява 7,6% от водосборния басейн на Росица.
Негованка има два по-значителни притока – Сушица, ляв, идващ от село Добромирка, вливаш се на юг от село Емен и Пещера (Мусинска река) – десен приток, вливащ се в Негованка на североизток от Мусина.
Средногодишният отток на река Негованка е 138 l/s, но с големи колебания през годината. Коефициентът на неравномерност на оттока се колебае между 2,1 (за юли) и 6,8 (за март). Пълноводието на реката е в периода февруари-май. Най-маловодни са месеците август и септември. Постоянният отток на реката (т.е. този формиран от изворните води) съставлява около 1/3 от общото водно количество през годината. От непостоянния отток дъждовното подхранване (съставляващо 50% от общия) преобладава над снежното (17%). Понякога през особено сухи години реката пресъхва за 15 – 40 дни. През зимата се случва да замръзне за 20 – 30 дни през януари-февруари. Негованка се отличава от останалите реки в региона със сравнително големи колебания в температурата на водата – от 0 °С до 23,2 °С. Най-висока е температурата на водата в края на юни.
Водата на реката е бистра, но след пролетните дъждове помътнява. Мътността е 500 – 3000 g/m3. Минерализацията е 200 – 400 mg/l.
По течението на реката са разположени 4 села:
- Община Велико Търново – Емен, Русаля, Ресен;
- Община Павликени – Мусина.

Водите на реката се използват главно за напояване. В горното течение 3 микроязовира, а след село Емен – язовир „Негованка“.
Произходът на името Негованка има две известни тълкувания. Първото е, че идва от латински език и означава „къса река с близък извор“. Според втората версия названието на реката се свързва с пълководец от времето на хан Омуртаг – заратракана Онегавон. По-правдоподобна е първата версия. В България има села с имената Негован, Негованци и Неговановци и всички те са разположени край малки реки.

## Топографска карта
- Лист от карта K-35-28. Мащаб: 1 : 100 000.
- Лист от карта K-35-27. Мащаб: 1 : 100 000.